# نسا برت
جنسا جایدا «نسا» برت (به انگلیسی: Janesa Jaida "Nessa" Barrett؛ زادهٔ ۶ اوت ۲۰۰۲) خواننده-ترانه‌پرداز آمریکایی می‌باشد.

## زندگی شخصی
برت درمورد مسائل مربوط به سلامت روانش از جمله افسردگی، اختلال شخصیت مرزی، افکار خودکشی و نیز اختلالات خوردن صحبت و از ۶ سالگی مشاوره گرفتن را آغاز کرده‌است و اولین‌بار در سن ۱۴ سالگی با مصرف بیش از حد یک ضد درد خودکشی ناموفق داشته‌است و بعد از آن در بیمارستان روانی بستری شد. و هنگامی که ۱۷ سال سن داشت پس از مخالفت والدینش از خانه فرار کرد تا در لس آنجلس زندگی کند زیرا انتظار فرصت‌های شغلی بیشتری داشت. و هنگامی که ۱۸ سالش بود با اختلال شخصیت مرزی تشخیص داده شد. برت در سال ۲۰۲۲ پس از مرگ بهترین دوست خود، کوپر نوریگا در ۹ ژوئن ۲۰۲۲  که براثر بیش‌مصرفی تصادفی از جهان رفته بود، دوباره اقدام به خودکشی کرد؛ سپس منیجرش وی را در بیمارستان روانی بستری نمود. برت ترانه‌های «من اول بمیرم» و «کلاب بهشت» را درمورد نوریگا نوشته و هردو را در سال ۲۰۲۳ منتشر کرده‌است.
برت طی مصاحبه‌ای که با زک سانگ داشت اعلام کرده بود که ایمان مسیحی‌اش به وی در سلامت روان پس از مرگ دوستش کمک کرده‌است.
وی ۴ فوت و ۱۱ اینچ قد دارد و نسبت به قد خود اعتماد به نفس ندارد ندارد.
برت دوجنس‌گراست. وی از نوامبر سال ۲۰۱۹ تا مارس سال ۲۰۲۱ با یکی از ستارگان تیک‌تاک به‌نام جاش ریچاردز در رابطه بود و سپس با جیدن درگیر یک رابطه عاطفی شد و شایعات نامزدی‌شان را قبل از جدا شدنشان در مهٔ سال ۲۰۲۲ تأیید کرده‌بود.